# Daniel Batman
Daniel Batman, född 20 mars 1981, död 26 juni 2012, var en australisk friidrottare. Han deltog vid olympiska sommarspelen 2000.